# Johann Georg Sebastian Knox

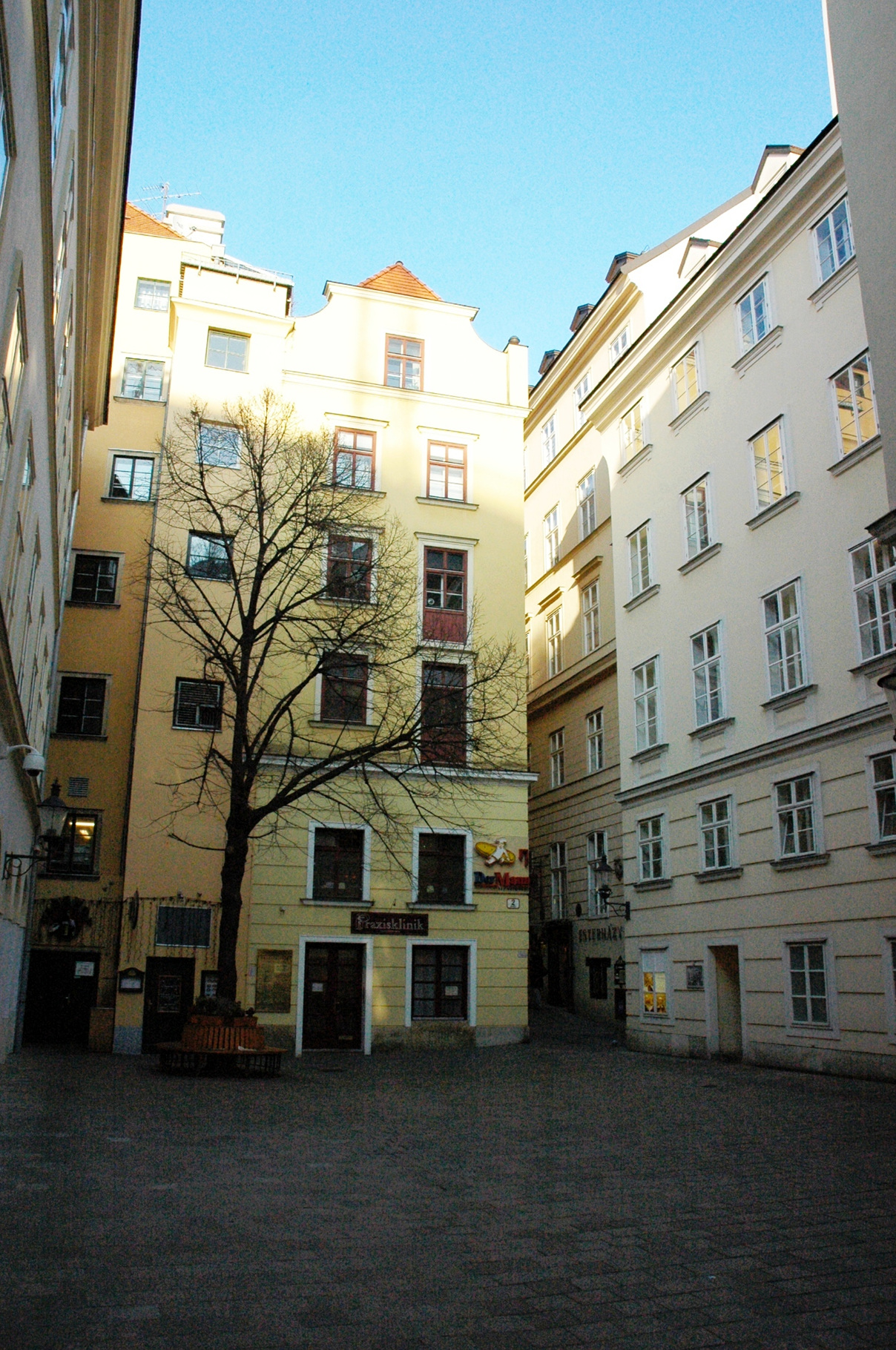
Haarhof, links stand das Steinmetzische Haus

Johann Georg Sebastian Knox († vor 1757 in Wien) war ein bürgerlicher Steinmetzmeister in Wien.

## Leben

### Familie
Der Großvater Steinmetzmeister Matthias Knox stammte von Kühnring bei Eggenburg in Niederösterreich, kam nach Wien und wurde 1683 als Nachfolger von Adam Haresleben Dombaumeister von St. Stephan. Sohn Anton  am 9. Juli 1670 in Wien geboren, lernte beim Vater im Stephansdom das Steinmetzhandwerk.
In der nächsten Generation
- Der Sohn des Anton Knox, „Johann Sebastian“ ist am 15. Feb. 1710 draussen beim goldenen Straussen auf der freyung an der frais bscht., alt 5 wochen.[2]
- Der namensgleiche Sohn Johann Georg Sebastian Knox überlebte. Er heiratete Maria Josepha, gemeinsame Kinder, Leopold, Anna Mara Josepha.[3]

### Steinmetzmeister der Wiener Bauhütte
Am 8. August 1729 erhielt der Steinmetzgeselle Georg Sebastian Knox, die zur künftigen Meisterwerdung erforderlichen Stücke aufgegeben. Einen gewundenen Schnecken mit Grundriss, wie auch selbige von Stein, eine wällische Haube. (Auswahl) Bei der Bewertung durch den Stückmeister am 20. April 1730 ist die Gebühr bis auf 40 Reichstaler nachgelassen worden, worauf er zufrieden gelobt hat, ihm der Meisterstab übergeben und das Meistermahl am 25. des Monats festgelegt wurde. In der Handwerkerversammlung am 17. August 1730 wurde er bereits als Meister genannt.

### Wohnort
Steinmetzmeister Knox und Frau Josefa erwarben 1737 das „Haus zum Lindwurm“ im Haarhof bei der Wallnerstraße. Dadurch änderte sich der Hausname in ‚Steinmetzisches Haus‘. Er hinterließ es seiner zweiten Frau Regina, die den bürgerlichen Handelsmann Johann Michael Mayr heiratete, mit dem sie 1757 an der Gewähr des Hauses stand.
Mit 8 benachbarten Gebäuden wurde das 1813 zum Palais Palffy, heute Haarhof 4 und 6, sowie Wallnerstraße 6 zusammengefasst.

## Werke
- Stephansdom Sakristei

Der "kaiserlicher Kammerbildhauer" Georg Raphael Donner arbeitete in den 1730er Jahren an Reliefs in der Unteren Sakristei des Stephansdom.

„Dem Georg Sebastian Knox, bürgerlicher Steinmetzmeister, um die zu den zwei weißsteinernen Basreliefs , welche Ihre Majestät in die Kunstgalerie verehret worden, verfertigten marmorsteinernen Rahmen .. 220 fl“

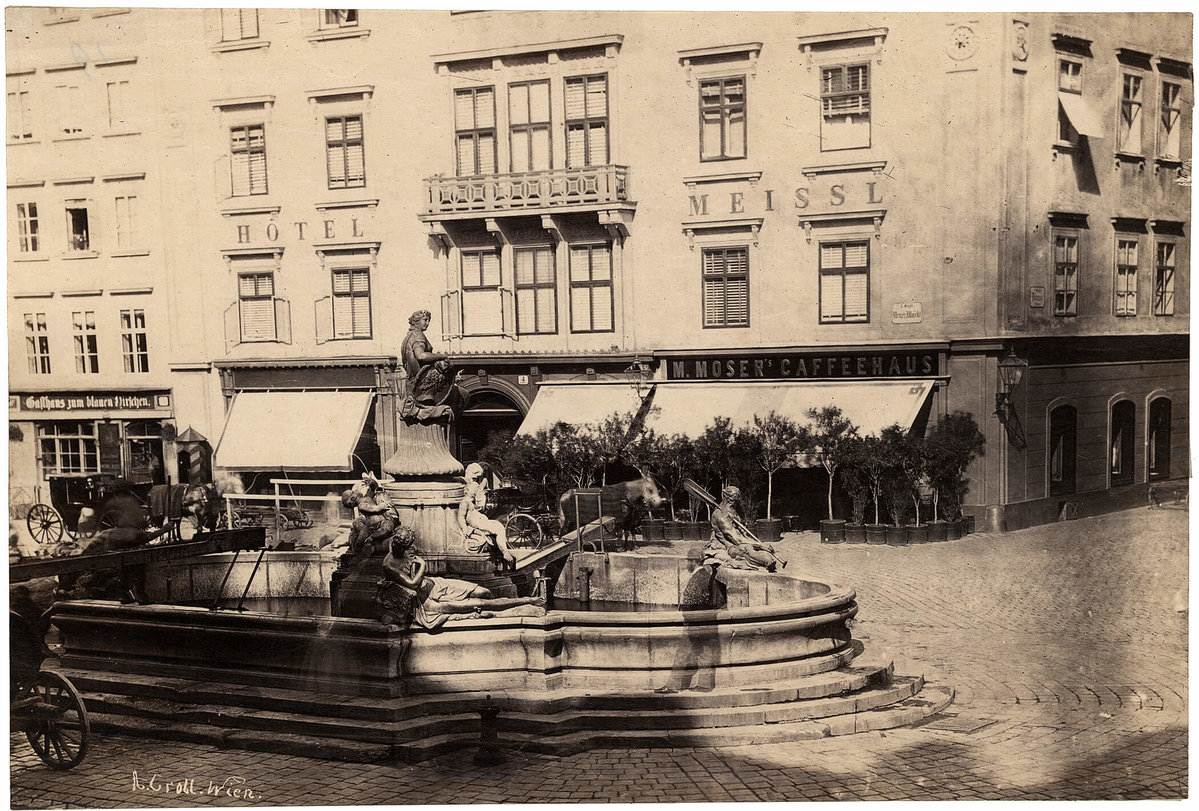
Donnerbrunnen vor der Neugestaltung Bild 1865

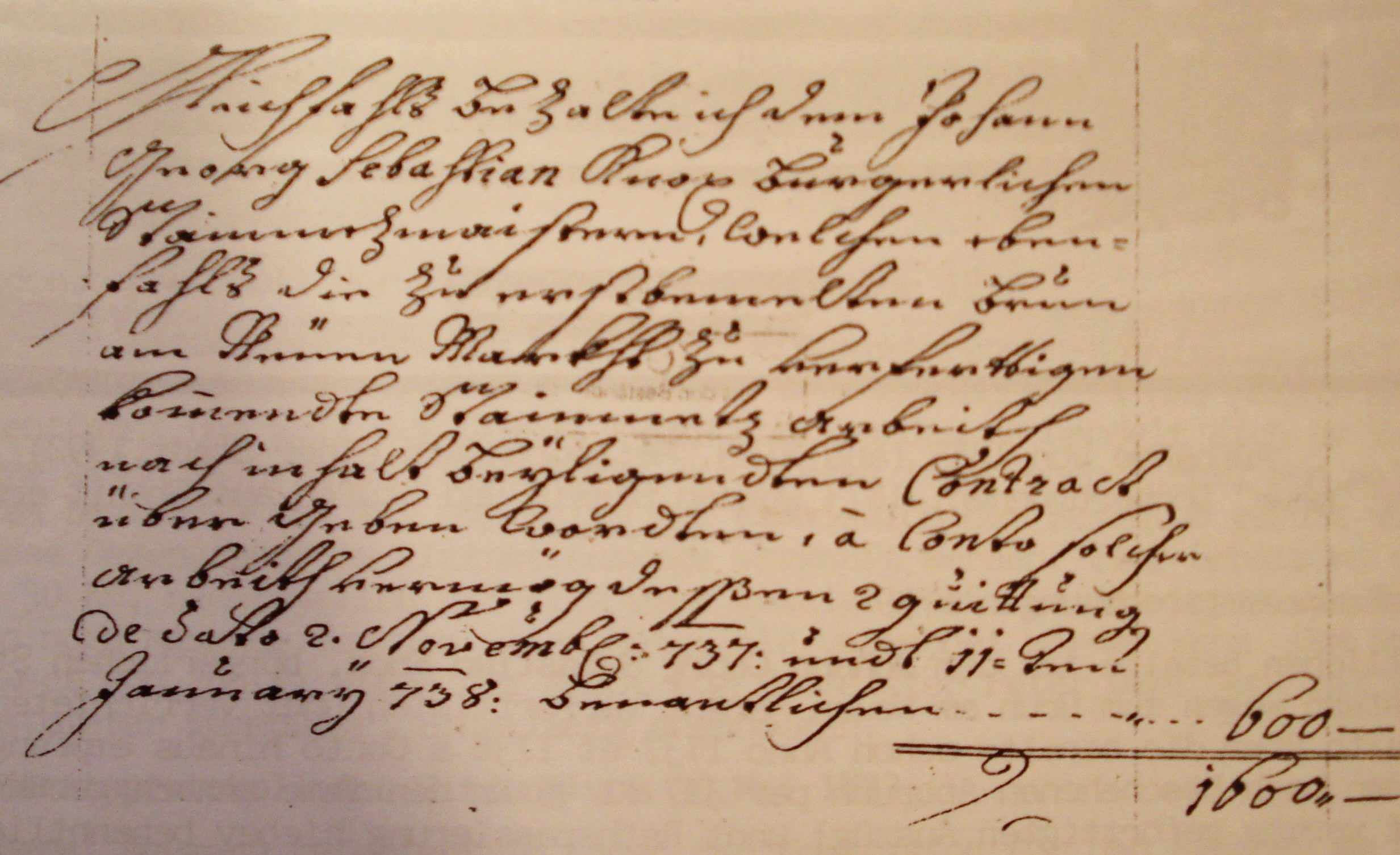
Oberkammeramtsrechnung Johann Georg Sebastian Knox 1737

- Donnerbrunnen auf dem Neuen Markt in Wien 1737[8]

Die Stadt Wien entschied sich beim neuen Brunnen auf dem Neuen Markt für den Bildhauer Georg Raphael Donner. Das Wasserbecken meisselte Knox aus weißem hartem Kaiserstein.
- Palais Esterházy in der Wallnerstraße

Umbauarbeiten im Palais Esterházy in der Wallnerstraße begannen 1745 bis 1751. Der Esterházysche Verwalter Michael von Röhrig beauftragte im Vertrag vom 15. Mai 1745 die Wiener Steinmetzmeister Johann Sebastian Knox, Franz Wasserburger und Gabriel Steinböck mit Umbauarbeiten, einem neuen Portal und neuer Stiege für das Palais. 1755 erwarb Paul II. Anton Fürst Esterházy die Häuser am Haarhof und ließ das Palais 1756 von Baumeister Johann Ferdinand Mödlhammer erweitern.
- Altes Rathaus in der Wipplingerstraße 1746

In der Inneren Ratsstube des Rathauses erbauten Steinmetzmeister Johann Sebastian Knox, der Vergolder Gottfried Stross und der Schlosser Wilhelm Frey einen neuen Ofen.

## Archivalien
- Wiener Stadt- und Landesarchiv, A63 Steinmetzakten